# Biologia clínica

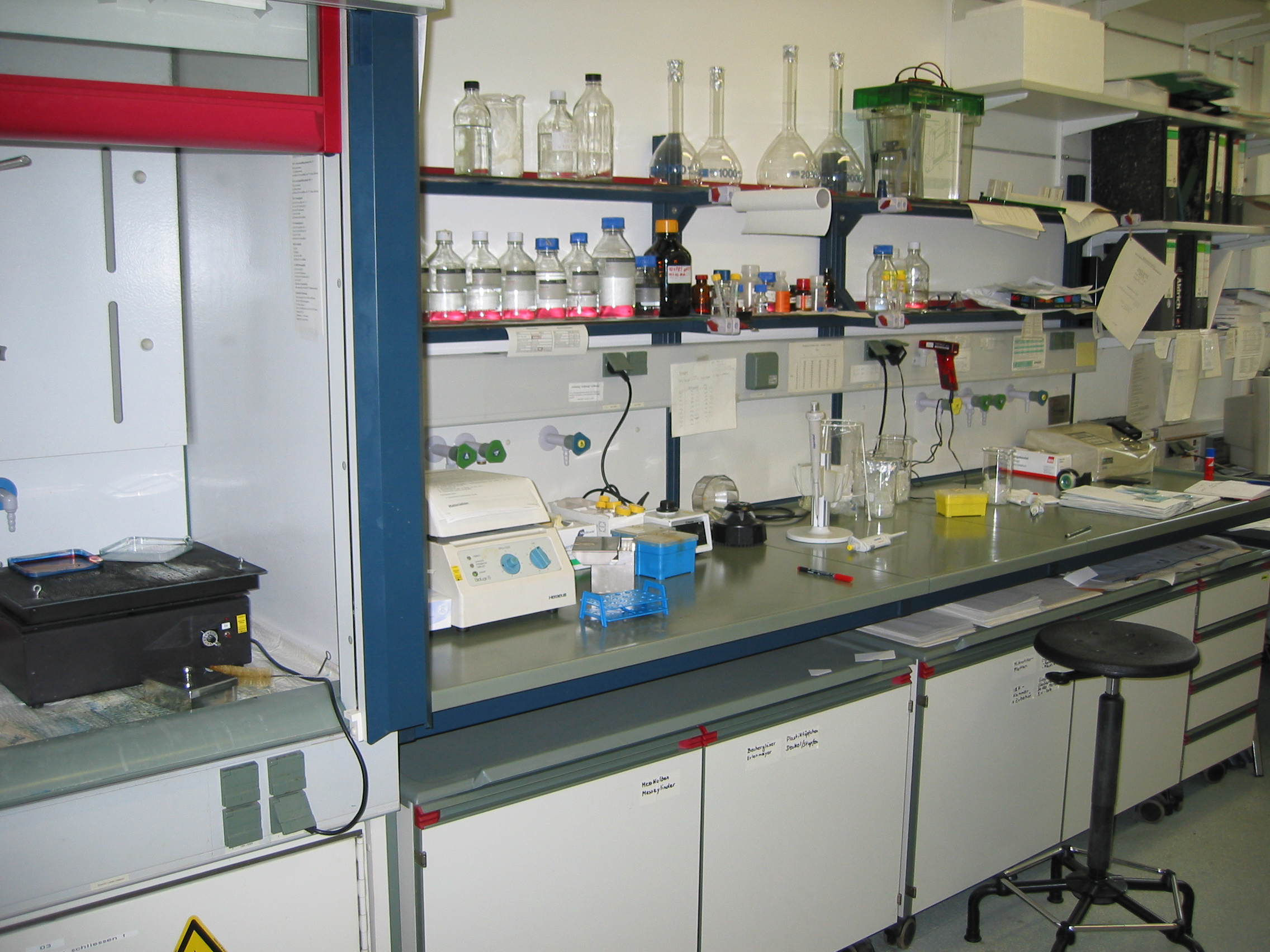
Laboratório de Ensaios e Biodiagnose, onde os biólogos clínicos realizam os mais diversos estudos.

Biologia clínica ou hospitalar é uma especialidade da biologia profissional, desenvolvida por graduados em biologia habilitados para atuação em laboratórios de bioanálises e biodiagnose em saúde. As atividades desenvolvidas pelos biólogos clínicos, além da gestão técnica dos serviços, incluem os procedimentos específicos de: citologia, microbiologia, parasitologia, imunologia, hematologia, genética e morfo-fisiologia por um nuance evolutivo, ecológico e eco-etnográfico na promoção da saúde, sempre primando por um enfoque educacional das comunidades.

## Áreas de atuação em Biologia Clínica[2]
- Análises Clínicas
- Análises Citogenéticas
- Análises Citopatológicas
- Aconselhamento genético
- Análises de Histocompatibilidade
- Análises e Diagnósticos Biomoleculares
- Análises Histopatológicas
- Biologia Forense
- Controle de Vetores e pragas
- Cultura de Células e Tecidos
- Ecotoxicologia
- Educação em Saúde
- Fertilização in vitru
- Fitoterapia
- Hematologia
- Patologia Clínica
- Reprodução Humana Assistida
- Saneamento Ambiental
- Saneamento Saúde Pública/Fiscalização Sanitária
- Saúde pública;
- Terapia Gênica e Celular
- Toxicologia

## Atuação de biólogos clínicos
Os biólogos clínicos geralmente atuam prestando assistência a pacientes quando atuam em aconselhamento genético, reprodução assistida e fitoterapia ou em análises biológicas gerais que envolvem estudos sobre patologias e bem estar. Portanto destinam-se a integrar os quadros de empresas ou organizações que desenvolvem a sua atividade na indústria em áreas de saúde humana e animal, nos hospitais, em laboratórios públicos e privados, bem como em diversas unidades que se dedicam à investigação científica e à transferência de tecnologia aplicada a biologia. 
Por outro lado, o perfil multidisciplinar dos Biólogos clínicos confere-lhes a aquisição de competências para desenvolver atividade em áreas relacionadas com os resíduos perigosos, a avaliação de risco ambiental e a saúde pública.